# Matra R530
À ne pas confondre avec la Matra 530, qui est une automobile française des années 1960.
Le missile Matra R530 est un missile air-air français de moyenne-portée. Apparu à la fin des années 1950, il a été par la suite amélioré en Super 530 F puis Super 530 D.

## Développement

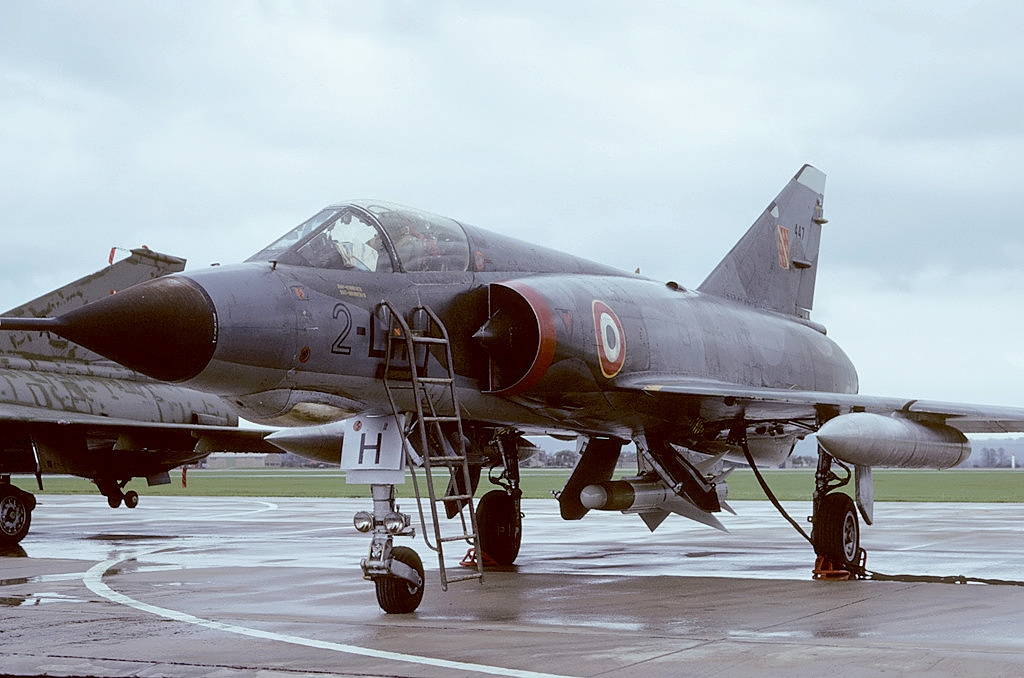
Un Mirage IIIE de l'Escadron de chasse 1/30 Alsace équipé d'un Matra R530 en 1974.

Le programme de développement du missile 530 débuta au milieu des années 1950 et progressa du R530 d'origine au Super 530 D, en passant par le Super 530 F. Le R530 est basé sur l'expérience acquise par Matra (aujourd'hui MBDA) avec le développement du missile à guidage infrarouge R510 et du missile à guidage radar semi-actif R511 nécessitant l'éclairage de la cible tout le long du vol du missile. Ceux-ci étant utilisés par les Vautour et les Mirage III C (un exemplaire en position ventrale) de l'armée de l'air française, et l'Aquilon de l'aviation navale. Le R530 a été dessiné pour disposer de têtes de recherche interchangeables : une à guidage radar semi-actif pour la moyenne portée et une à guidage infrarouge pour l'utilisation à courte portée. Le R530 entra en service dans l'armée de l'air et l'aéronavale française en 1963 et sa production dura jusqu'à la fin des années 1970. Il est testé en avril 1964 à China Lake en Californie sur un F-8E de l'US Navy. Les tests reprennent le 26 juin 1964 avec le premier avion de série F-8E(FN) destiné à la marine française caractérisé par une perche de nez pour effectuer des mesures. À cause de problèmes de fiabilité (taux d'échec de 65 % en 1980), il est abandonné en 1991. 
Les Israéliens avaient acheté un nombre très limité de R530 pour armer leurs Mirage III J. Ils les ont tirés à partir de 1965 contre des MiG 17 ou 19, lors de combats aériens fréquents sur leurs frontières. Le résultat a souvent été un échec, car les conditions de tir étaient « hors domaine » : les interceptions étaient réalisées à vue et à distance faible ce qui conduisit à un programme pour l'amélioration du missile.
La conception du Super 530 F débuta en 1968, afin de répondre à un appel d'offres concernant un missile air-air pouvant intercepter des bombardiers à grande vitesse et à haute altitude. En 1970, le contrat de développement du Super 530 devant équiper le Mirage F1, était notifié à Matra et le développement à grande échelle débuta en 1971, et fut suivi de tests sur banc d'essai la même année et d'essais en vol de la tête chercheuse semi-active AD26 de Dassault Électronique en 1972. La première mise à feu d'un missile contrôlé s'effectua en 1973 et les deux premières mises à feu entièrement guidées eurent lieu en 1974. Le premier tir à partir d'un Mirage F1 fut réalisé en 1976 et mit fin aux essais. Le contrat de production fut signé à la fin de l'année 1977. Le Super 530 F entra en service au sein de l'armée de l'air française en 1980 et le premier tir à partir d'un Mirage 2000 eut lieu en 1981. Le Super 530 F pouvait être monté sur différentes plates-formes telles que le Mirage F1 C et le Mirage 2000 équipés de radar Doppler multimode.
Le troisième missile de la famille, le Super 530 D (D pour Doppler) a été développé afin de permettre l'interception d'avions volant à basse altitude et était équipé d'une tête chercheuse à guidage radar semi-actif sur impulsion Doppler continue (Continuous Wave (CW) Doppler). Le développement du Super 530 D débuta en 1979 afin de répondre à une demande de l'armée de l'air française pour équiper le Mirage 2000 RDI (radar Doppler à impulsions en bande X), il coûta 1,3 milliard de francs français. Les tirs de Super 530 D guidés par radar RDI eurent lieu en 1984 et le système fut totalement opérationnel en 1987. Environ un millier sont construits dont 590 pour la France. Le 1er mars 2012, le dernier Super 530 D de l'armée de l'air française a été tiré.

## Description

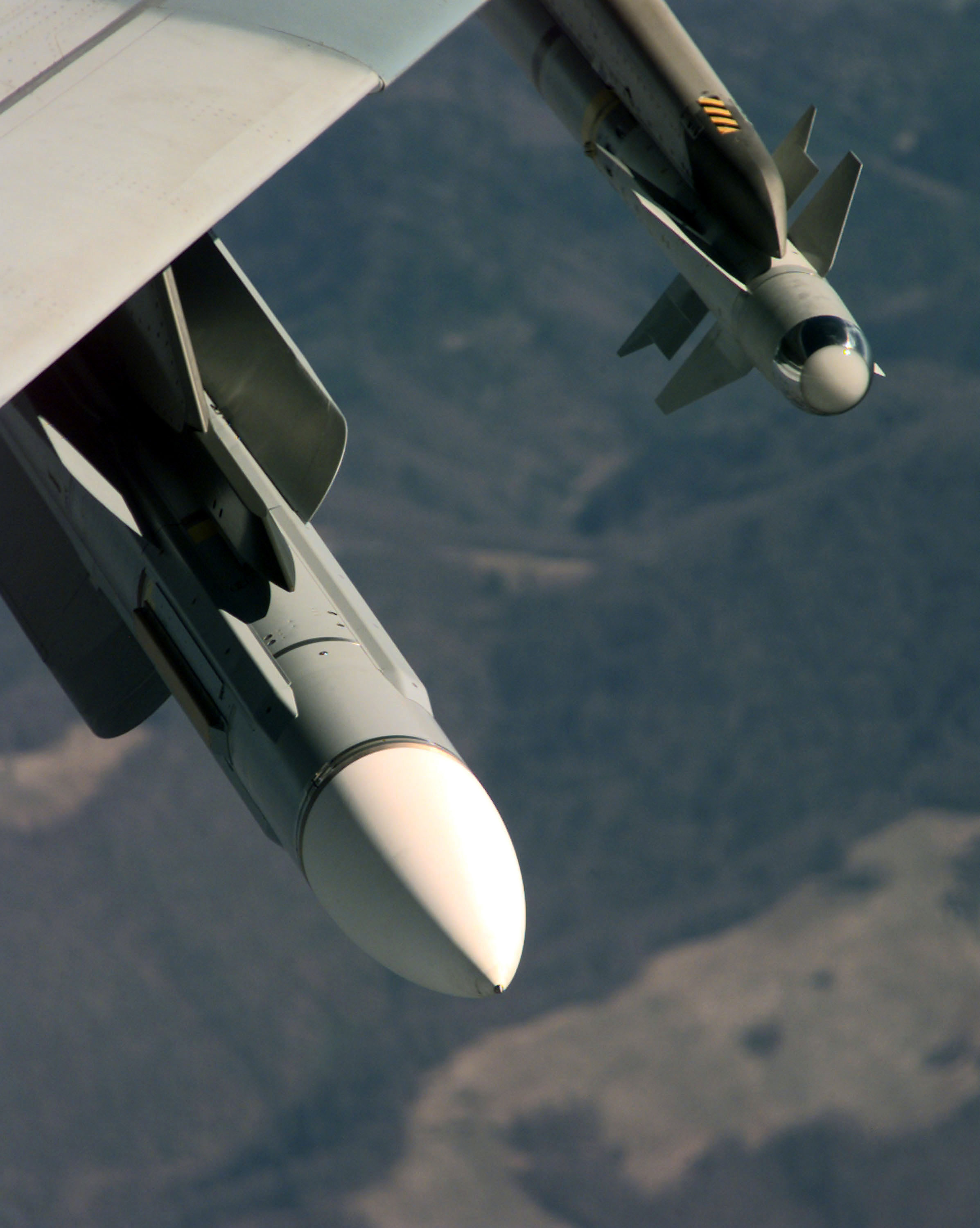
Un Super 530 D et un Magic 2 sous l'aile d'un Mirage 2000C français en 1999.

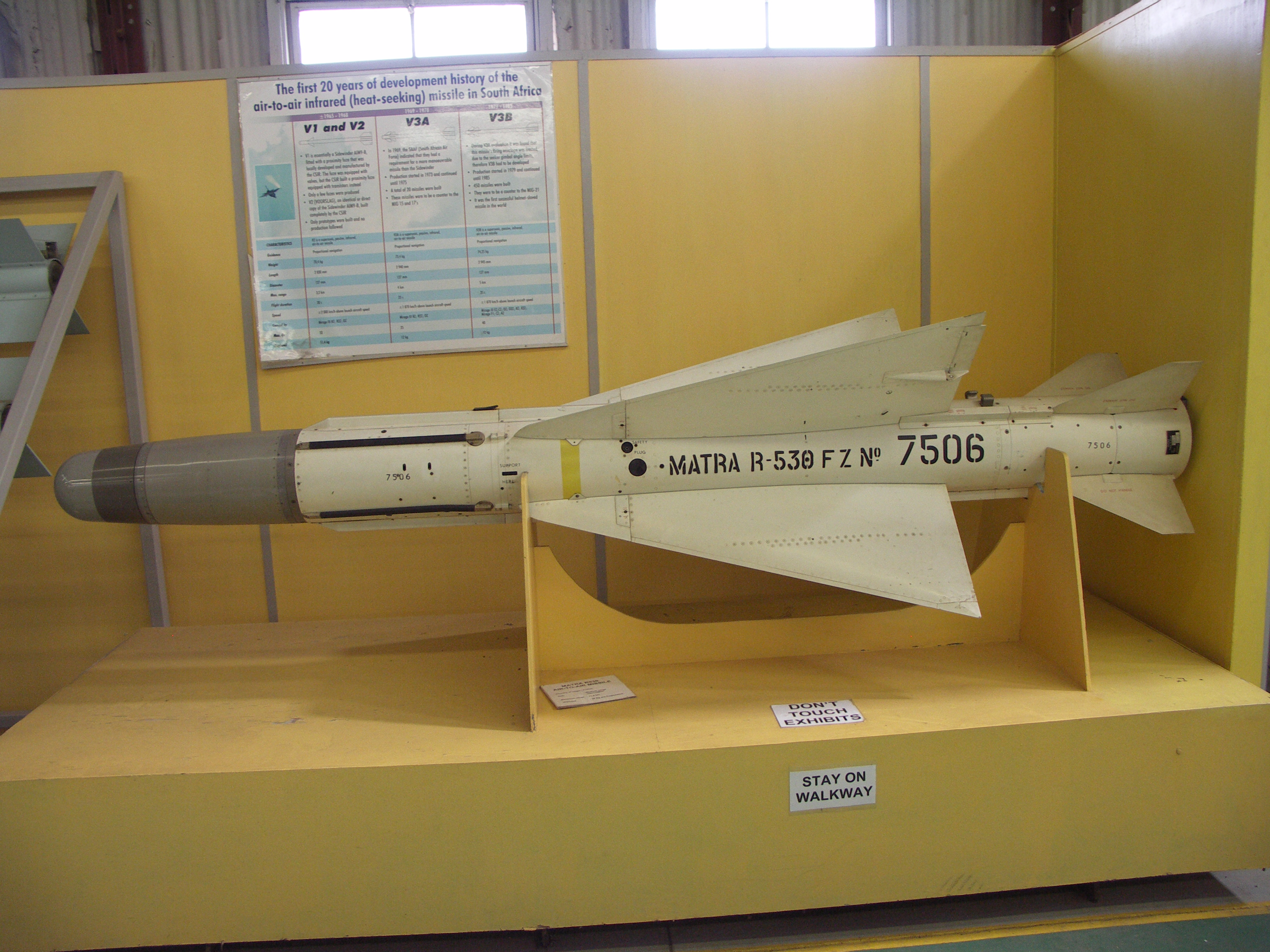
Un missile R530 au South African Air Force Museum.

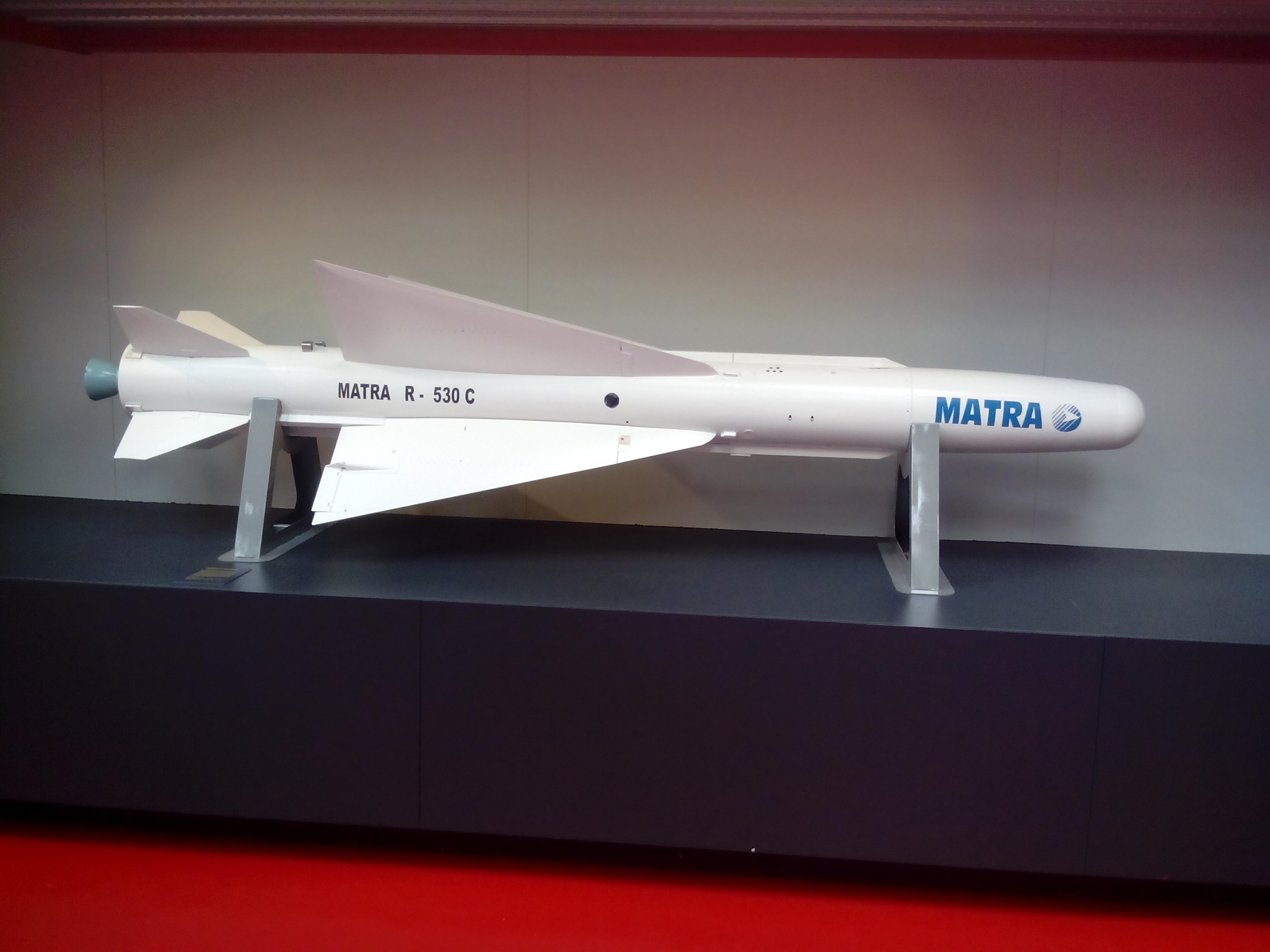
Un missile R530 C exposé au Musée de l'Air et de l'Espace du Bourget.

Le R530 possède quatre ailes delta, avec quatre surfaces de contrôle triangulaires à l'arrière. Le R530 mesure 3,28 m de long avec un diamètre de 263 mm, une envergure de 1,1 m et une masse au lancement de 195 kg. Le missile peut recevoir deux types de tête chercheuse interchangeables, une version à guidage semi-actif et une autre à guidage infrarouge. Les deux versions sont équipées d'une charge à fragmentation à haut pouvoir explosif de 27 kg.
Bien que souvent présenté comme un développement du R530, le Super 530 F n'a que peu de ressemblance avec son prédécesseur. Il possède un radôme ogival en céramique abritant l'antenne de la tête chercheuse AD26 et le système de guidage. Derrière celle-ci se trouve le détonateur, la charge militaire, le module de sécurité et d'armement et le moteur fusée. Groupés autour du moteur, on trouve les gyroscopes, la batterie, le générateur électrique et les vérins des surfaces de contrôle. Le missile est équipé d'ailes cruciformes en nid d'abeilles en acier, qui lui procurent sa portance et lissent le flux d'air pour les surfaces de contrôle. Le Super 530 F mesure 3,54 m de long pour un diamètre de 263 mm et une envergure de 0,88 m. Sa masse au lancement est de 245 kg. Il est équipé d'une charge militaire à fragmentation et à haut pouvoir explosif de 30 kg qui lui procure une zone mortelle d'environ 20 m. Il est guidé par une tête chercheuse semi-active AD26. Le missile se dirige grâce à l'onde radar émise par l'avion lanceur qui est réfléchie par sa cible. La propulsion est réalisée par un moteur à carburant solide fabriqué par SNPE, qui accélère le missile jusqu'à une vitesse de l'ordre de Mach 4,5. Le Super 530 F est décrit comme ayant une portée maximum de 25 km, une altitude d'interception de 23 000 m et une capacité ascensionnelle de 9 000 m.
Le Super 530 D récupère les mêmes propriétés aérodynamiques générales et le même agencement interne que son prédécesseur le Super 530 F, avec son empennage cruciforme à l'arrière. Cependant, son corps en acier inoxydable est plus long afin de loger un nouveau radôme et une nouvelle tête chercheuse. Il est aussi doté d'un moteur plus puissant. Le Super 530 D mesure 3,8 m de long pour un diamètre de 263 mm et une envergure de 0,62 m ; sa masse au lancement est de 270 kg et il est doté de la même charge militaire que le Super 530 F. Il est guidé par une tête chercheuse à guidage radar semi-actif sur impulsion Doppler continue AD26 doté de capacités contre contre-mesures électroniques (ECCM) et contre les avions volant à basse altitude améliorées. Le potentiel de fonctionnement de l’autodirecteur était limité à 25 heures, son utilisation continue lors de patrouille sans tir n'était pas prévue à l'origine, mais il a été porté à 200 heures après essais. L'unité guidage du Super 530 D est aussi équipée de microprocesseurs numériques, capables d'être reprogrammés face à de nouvelles menaces. Le Super 530 D possède une altitude maximum d'interception de 24 400 m. Sa capacité ascensionnelle est de 12 200 m et il peut intercepter une cible à une altitude minimale de 60 m. La vitesse maximale du missile est proche de Mach 5 et son rayon d'action est de 40 km. Combiné au radar Cyrano IV, il est capable d’aller chercher une cible hostile volant à Mach  3 à 18 300 metres avec un dénivelé de plus 3 050 metres par rapport à l'intercepteur.

## Tableau récapitulatif
|                          | R530                           | Super 530 F            | Super 530 D            |
| ------------------------ | ------------------------------ | ---------------------- | ---------------------- |
| Année de mise en service | 1963                           | 1980                   | 1987                   |
| Longueur                 | 3,28 m                         | 3,54 m                 | 3,80 m                 |
| Diamètre du corps        | 263 mm                         | 263 mm                 | 263 mm                 |
| Envergure                | 1,1 m                          | 0,88 m                 | 0,62 m                 |
| Masse au lancement       | 195 kg                         | 245 kg                 | 270 kg                 |
| Charge militaire         | 27 kg HE fragmentation         | 30 kg HE fragmentation | 30 kg HE fragmentation |
| Détonateur               | Radar frequency                | Radar frequency        | Radar actif            |
| Guidage                  | Radar semi-actif ou infrarouge | Radar semi-actif       | Radar semi-actif       |
| Propulsion               | Carburant solide               | Carburant solide       | Carburant solide       |
| Portée                   | 15 km (radar) ou 3 km (IR)     | 25 km                  | 40 km                  |
| Altitude maximale        | ?                              | 23 000 m               | 24 400 m               |

## Statut

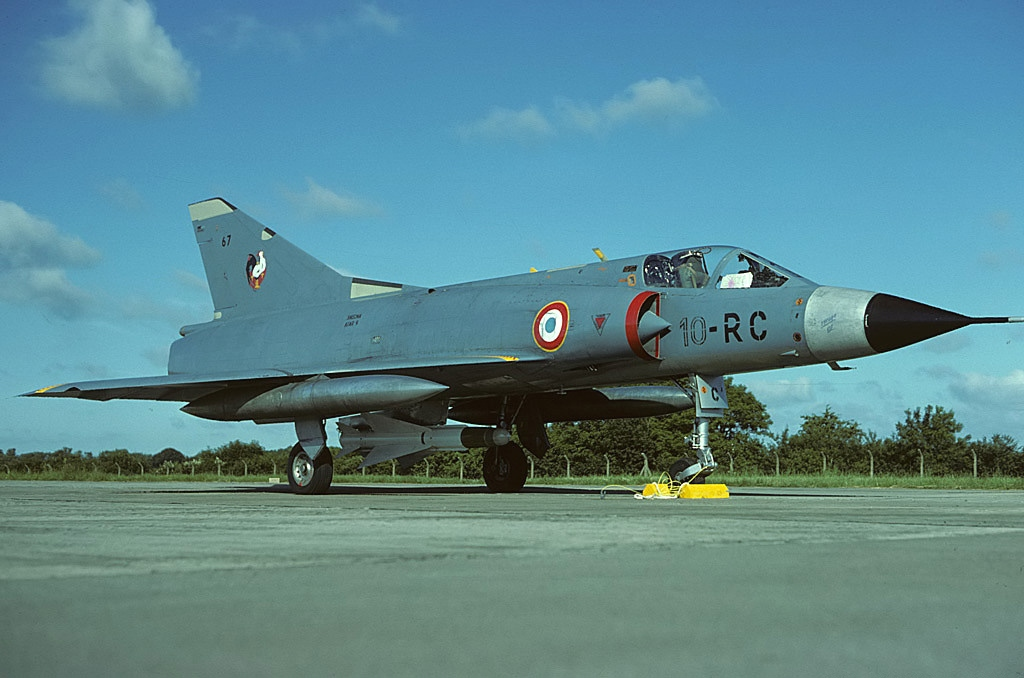
Mirage IIIC de l'escadron de chasse 2/10 Seine en 1980 armé d'un Matra R530.

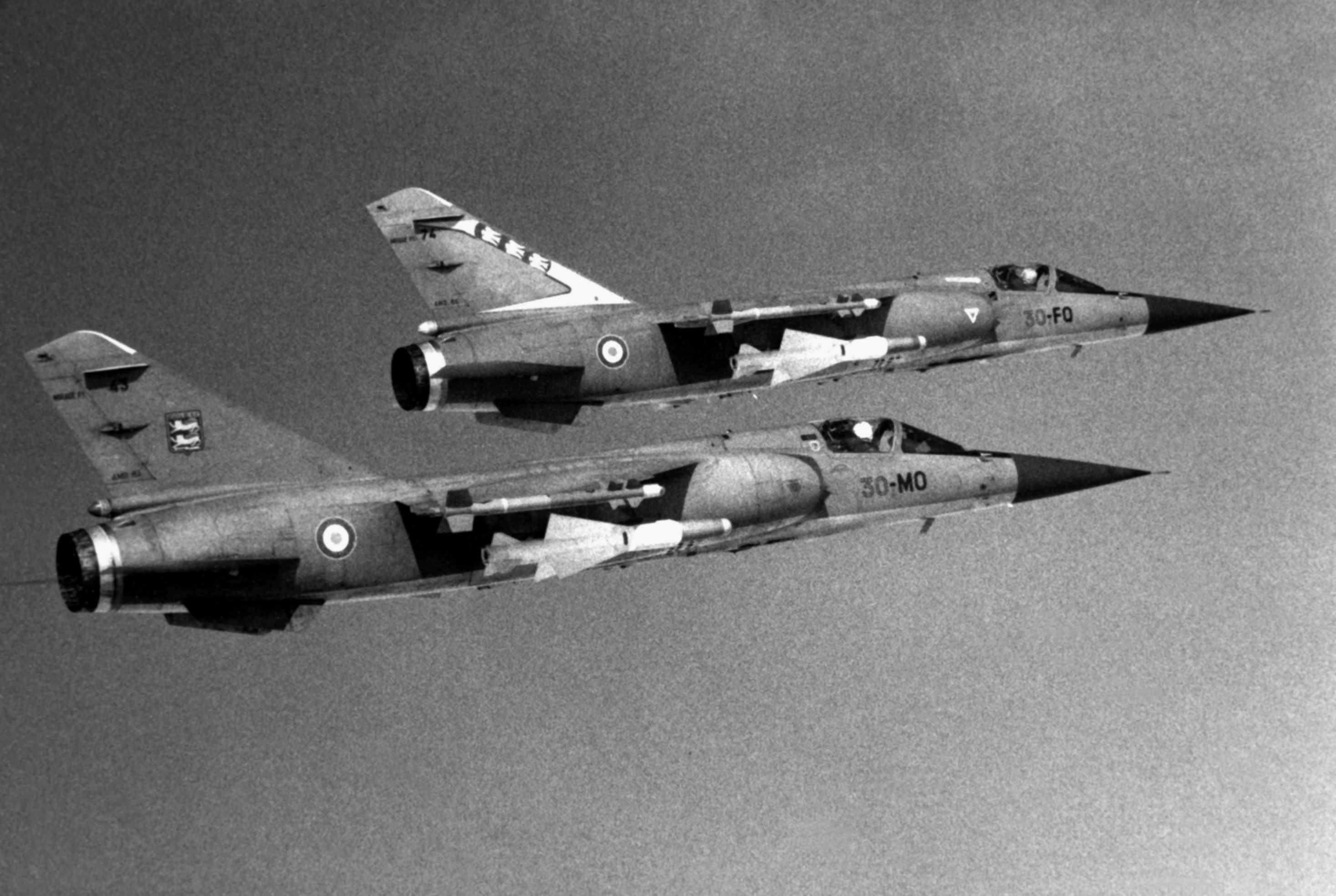
Un Mirage F-1 de l'escadron de chasse 2/30 Normandie-Niemen et un de l'escadron de chasse 3/30 Lorraine en 1986 armé de Matra R530.

La famille des missiles R530 peut être montée sur les plates-formes suivantes :
- Dassault Mirage III
- Dassault Mirage F1
- Dassault Mirage 2000C

Le missile R530 est entré en service en 1963 et près de 4 000 unités furent produites jusqu'en 1978. La première victime de ce missile fut un MiG-19 égyptien qui fut abattu par un Mirage III de l'armée de l'air israélienne le 29 novembre 1966 pendant la guerre des Six Jours. Ce fut aussi le premier avion abattu au missile par un pilote israélien. Il est surnommé « Yahalom » par les Israéliens. Depuis, les R530 ont aussi été utilisés avec succès par les Mirage F1 EQ de l'armée de l'air irakienne (de 1982 à 1988, plusieurs victoires ont été homologuées face aux avions de l'armée de l'air iranienne (IRIAF). En 2012, on annonce qu'un F-100F Super Sabre turc a été abattu le 17 septembre 1983 à la suite d'une violation de frontière).
Le Super 530 F est entré en service dans l'armée de l'air française en 1980 et sa production dura jusqu'en 1985. Le développement du Super 530 D débuta en 1979 et fut mis en service en 1987. Un total de 2390 Super 530 F et Super 530 D furent commandés.
Les missiles de la famille furent en outre exportés vers de nombreux pays :
- Afrique du Sud,
- Argentine,
- Australie,
- Belgique,
- Brésil,
- Colombie,
- Égypte,
- Inde,
- Irak, 530 Super 530F entre 1981 et 1985[7]
- Koweït,
- Libye,
- Maroc,
- Pakistan,
- Pérou,
- Qatar,
- Venezuela,

En 1994, le Qatar vend quarante missiles à une « nation amie », dont un sera saisi, en 2019, chez des néofascistes italiens. Inerte et sans câblage interne, il a été libéré de sa saisie en octobre 2021.
En aout 2020, la société privée Draken International qui exploite des Mirage F1 aux États-Unis en vue d’en faire des plastrons d’entrainement pour l’USAF découvre un missile parmi les matériels qu'elle réceptionne.